# عبد الحسين إبراهيم صادق
هو عبد الحسين بن إبراهيم بن صادق بن إبراهيم بن يحيى بن محمد بن سليمان بن نجم المخزومي العاملي (1862 - 1942). 
رجل دين إسلامي على المذهب الشيعي وشاعر مشهور من جبل عامل، من عائلة توارثت العلم والشعر والأدب أبا عن جدّ، ويعتبر الشيخ إبراهيم بن يحيى الطيبي مؤسس هذه العائلة. أما لقب (صادق) فنسبة إلى جده الشيخ صادق بن إبراهيم. 

## ولادته
ولد في العام 1862 ميلادي (1279 هجرية) أو في العام 1860 ميلادي، في النجف في العراق حيث كان والده يتلقى علومه الحوزوية هناك.

## أسرته
- والده الشيخ إبراهيم بن صادق
- جده الشيخ صادق بن إبراهيم بن يحيى الطيبي: وهو رجل دين وأديب وشاعر من تلامذة السيد محمد علي الأمين، توفي في العام 1250 هجرية.[3]
- والد جده الشيخ إبراهيم بن يحيى الطيباوي: الشاعر والعالم المعروف في جبل عامل.
- صهره (زوج ابنته) الشيخ عبد الكريم صادق: رجل دين وشاعر وأديب.
- برز من أولاده: الشيخ حسن عبد الحسين صادق، الشيخ محمد تقي صادق، الأستاذ حبيب صادق والأستاذ عبد الرضا صادق.
- برز من أحفاده: الشيخ عبد الحسين بن الشيخ جعفر بن الشيخ محمد تقي صادق، إمام مدينة النبطية الحالي.

## نشأته ودراسته
توفيت والدته وهو في عامه الأول بسبب الوباء الذي اجتاح العراق آنذاك، فترك والده العراق وكان عمره آنذاك عاما واحدا واستقرّ في بلدته الخيام، ثم انتقل منها إلى بلدة الطيبة بطلب من محمد بك الأسعد، وأقام فيها أربع سنوات وما لبث أن توفي.
بعد وفاة والده تربى الشيخ عبد الحسين صادق في بيت شقيقته الكبرى (خاشية صادق) زوجة الحاج محمد أفندي عبد الله.
بدأ بتلقي العلوم بعمر مبكر، فدرس دراسته الأولى في مدرستي مجدل سلم وعيتا، ثم هاجر عام 1300 هجرية (1881 ميلادي) إلى النجف ودرس فيها سبعة عشر عاما، نال خلالها درجة الاجتهاد وقد شهد العالمان الملا كاظم الآخوند صاحب الكفاية والحاج ميرزا حسين ميرزا خليل له بالاجتهاد. 
درس في النجف على الميرزا حسين بن الميرزا خليل وعلى الشيخ محمّد حسن المامقاني. ومن تلامذته بالنجف الشيخ عبد الحسين الحياوي
وعاد إلى جبل عامل وسكن بلدته الخيام وذلك في العام 1898 ميلادي (1316 هجرية)

## نشاطاته وأعماله
لدى عودته إلى بلدته الخيام أسس مدرسة دينية، واجتمع عليه عدد من الطلاب.
انتقل إلى النبطية وأقام فيها بطلب من أهلها، وأسس فيها مبنى الحسينية والجامع وبقيت ذريته فيها إلى اليوم. فبعد وفاة السيد حسن يوسف تولى الشيخ صادق إدارة المدرسة الحميدية في النبطية، ثم أسس أوّل حسينية في جبل عامل وهي حسينية النبطية عام 1909 وجعلها منبراً لمجالس العزاء الحسيني وللمناسبات الدينية والوطنية والقومية.
كان من المشجعين والمؤسسين لإقامة المراسم والشعائر الحسينية في عاشوراء في النبطية، وقد جرى بينه وبين السيد محسن الأمين مساجلات وجدلا على خلفية مشروعية هذه الأعمال وخاصة التطبير التي كان يرى السيد محسن الأمين حرمتها، بينما كان الشيخ عبد الحسين صادق من مؤيدي التفجّع في عاشوراء. 

## في السياسة
عاصر مرحلة حساسة في تاريخ جبل عامل، وقد اسعفه الحظّ في النبطية بوجود ثلة من الشخصيات النهضوية التي عملت على توعية النشء وتعليمه، أمثال الشيخ أحمد رضا والشيخ سليمان ضاهر ومحمد جابر آل صفا وغيرهم، فانضم إلى هذا السرب النهضوي وقام بينهم شاعراً ومرشداً وفقيها، كما كتب في مجلة العرفان وغيرها من المنشورات التي بدأت تصدر مطلع القرن العشرين.
في السياسة كان قريبا من كامل بيك الأسعد، وقد لعب الشيخ دورا مميزا في أحداث العشرينات والثلاثينات من القرن العشرين في جبل عامل. فقد عارض الانتداب الفرنسي على لبنان وعلى جبل عامل بالأخص، كما رفض انضمام جبل عامل إلى لبنان الكبير، ومن مآثره السياسية أنه انتدب من قبل أعيان جبل عامل لمبايعة الأمير فيصل والحكومة العربية في دمشق في 15 أيار 1919 ووقف أمام الأمير قائلاً كلمته المشهورة: «إنني باسم أهل جبل عامل أبايعك على الموت».
وهو صاحب القول المشهور بعد ضمّ جبل عامل إلى لبنان الكبير: «جبل يبتلع جبلا»
ومن طرائفه الشعرية ما ارتجله ساخرا من الجنرال غورو يوم زيارته للنبطية:
```
عَوَر ٌ وقطع يد ورجل كلها *** مجموعة أرّخ بهذا غورو
 (1920)
```

## مؤلفاته
له عدد من المؤلفات المطبوعة والمخطوطة
1. المذاهب السنية في فقه الإمامية.
2. الشذرات في مسائل العقود والإيقاع.
3. سقط المتاع (شعر)
4. عرف الولاء (شعر)
5. سيماء الصلحاء
6. مطولة شعرية في المواريث
7. النظرات والمناظرات
8. الالفية نظما في الكلام
9. جامع الفوائد
10. المسائل الرافعية
11. مطولة شعرية في التوحيد.

## ماقيل فيه
- قال السيد حسن الصدر في ترجمته: "عالم فاضل أديب كامل، أحد رؤساء بلاده في الدين. كان تحصيله للعلم في النجف الاشرف، وقد أجازه بعض علمائها ورجع إلى بلاده، وهو اليوم في النبطية أحد المراجع. وله شعر رائق، يعد في المجيدين، ولاغرو فانه ابن أبيه، وهم بيت علم وأدب قديم.[10]".
- قال السيد محسن الأمين فيه: «...هو من الطبقة الأولى في الشعراء وجرت بينه وبين السيد حسين القزويني مراسلات كثيرة منظومة ومنثورة...».[11]
- مدحه السماوي في الطليعة فقال:«رأيته يتفجر فضلاً ويتوقد ذكاء إلى أخلاق كريمة».
- قال جواد شبّر في أدب الطف:«وشهرته العلمية وملكته الأدبية مما لا ينازع فيه... وأدبه عريق أخذه عن أب عن جد وهذه دواوينه المطبوعة..كلها من الشعر العالي....ويظهر أن نظم الشعر لدى المترجم له أسهل عليه من النثر».[12]

## من شعره
ومن روائع شعره التي سارت مسير الأمثال قصيدته التي عنوانها (عمّ الفساد):
و لما أسّس الحسينية بالنبطية سنة 1329 هـ، أراد إجراء صيغة الوقف فقال:

## وفاته
توفي في العام 1942 ميلادي (في أوائل ذي الحجة سنة 1361 هجرية)، ودفن في النبطية. ورثاه الشعراء بقصائد كثيرة تعرب عن مقامه الرفيع وأبّنته الصحافة اللبنانية والعربية. 

## وصلات خارجية
ترجمة عبد الحسين صادق في معجم البابطين